# Agrostis indica
Agrostis indica é uma espécie de gramínea do gênero Agrostis, pertencente à família Poaceae.